# Vuelta a Burgos
Vuelta a Burgos är ett cykellopp i provinsen Burgos i norra Spanien. De två första loppen arrangerades 1946 och 1947, men sedan gjordes ett uppehåll fram till 1981. Därefter har tävlingen arrangerats årligen, sedan 1987 är det en tävling endast för professionella cyklister. Från 2005 ingick den i UCI Europe Tour kategoriserad som 2.HC och när UCI ProSeries skapades 2020 flyttades den dit (2.Pro). Vuelta a Burgos består av fem (på 40-talet fyra och vid något tillfälle sex) etapper och avhålls i augusti.
Sedan 2015 arrangeras ett etapplopp för damer, Vuelta a Burgos Feminas, som sedan 2021 ingår i UCI Women's World Tour.

## Segrare
- 2024  Sepp Kuss
- 2023  Primož Roglič
- 2022  Pavel Sivakov
- 2021  Mikel Landa
- 2020  Remco Evenepoel
- 2019  Iván Sosa
- 2018  Iván Sosa
- 2017  Mikel Landa
- 2016  Alberto Contador
- 2015  Rein Taaramäe
- 2014  Nairo Quintana
- 2013  Nairo Quintana
- 2012  Daniel Moreno
- 2011  Joaquim Rodríguez
- 2010  Samuel Sánchez
- 2009  Alejandro Valverde
- 2008  Xabier Zandio
- 2007  Mauricio Soler
- 2006  Iban Mayo
- 2005  Juan Carlos Domínguez
- 2004  Alejandro Valverde
- 2003  Pablo Lastras
- 2002  Francisco Mancebo
- 2001  Juan Miguel Mercado
- 2000  Leonardo Piepoli
- 1999  Abraham Olano
- 1998  Abraham Olano
- 1997  Laurent Jalabert
- 1996  Tony Rominger
- 1995  Laurent Dufaux
- 1994  Armand de Las Cuevas
- 1993  Laudelino Cubino
- 1992  Alex Zülle
- 1991  Pedro Delgado
- 1990  Marino Lejarreta
- 1989  Francisco Antequera
- 1988  Marino Lejarreta
- 1987  Marino Lejarreta
- 1986  Marino Lejarreta
- 1985  José Recio
- 1984  Federico Etxabe
- 1983  Ángel de las Heras Díaz
- 1982  José Luis Laguía
- 1981  Faustino Rupérez
- 1947  Bernardo Ruiz
- 1946  Bernardo Capó

## Vuelta a Burgos Feminas - segrare[2]
- 2025  Marlen Reusser
- 2024  Demi Vollering
- 2023  Demi Vollering
- 2022  Juliette Labous
- 2021  Anna van der Breggen
- 2020 Inställt på grund av COVID19-pandemin
- 2019  Stine Borgli
- 2018  Beatriu Gomez
- 2017  Eider Merino
- 2016  Margarita Victoria Garcia
- 2015  Belen Lopez